# Palatinado-Lautern
Palatinado-Lautern fue un estado del Sacro Imperio Romano Germánico con base en Kaiserslautern y Neustadt an der Weinstrasse en el sur del moderno estado federado de Renania-Palatinado, Alemania.
Palatinado-Lautern surgió como una partición del Electorado del Palatinado en 1576 después de la muerte del Elector Federico III del Palatinado para su hijo más joven Juan Casimiro. Juan Casimir aceptó refugiados hugonotes de Francia y exiliados Calvinistas del Palatinado, convirtiéndolo en una fortaleza Calvinista. Juan Casimiro fue convencido por la reina Isabel I de Inglaterra de fundar la Liga Protestante en Alemania contra los estados Católicos y el emperador del Sacro Imperio, haciendo de él uno de los estados más influyentes en sus días. Juan Casimiro murió en 1592 sin herederos, de tal modo que el Palatinado-Lautern retornó al Palatinado.
| Nombre        | Notas     |
| ------------- | --------- |
| Juan Casimiro | 1576-1592 |

- Datos: Q1413625